# Tausendjährige Eier

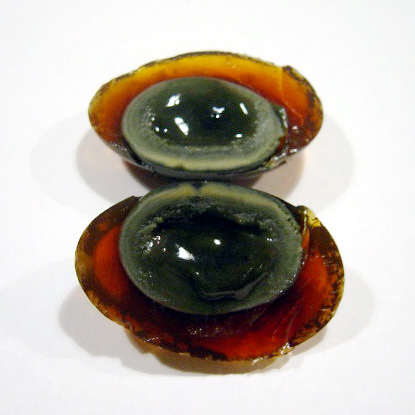
Tausendjähriges Ei, geschält und halbiert

Tausendjährige Eier, Hundertjährige Eier oder Chinesische Eier (chinesisch 皮蛋, Pinyin pídàn – „Leder-Eier“ oder 松花蛋,  sōnghuādàn – „Kiefermuster-Eier“) sind chemisch behandelte Eier mit dunkler (geschälter) Außenhülle, eine Delikatesse der chinesischen Küche. Es handelt sich um durch aseptisch behütete Autolyse konservierte Eier.
Zur Herstellung werden rohe Enteneier, seltener Hühnereier, für etwa drei Monate in einem Brei aus Anis, Szechuanpfeffer, Teeblättern, Piniennadeln, Fenchelkörnern, Salz, warmem Wasser, gebranntem Kalk, Holzasche sowie Sägespänen eingelegt. In dieser Zeit verwandelt sich das Eiklar in eine gelatinöse, bernsteinfarbene Masse, das Eigelb bekommt eine quarkige Konsistenz und verfärbt sich grün. Es gibt jedoch verschiedene Konservierungsmöglichkeiten, wobei sich die verwendeten Zutaten leicht unterscheiden. Häufig verwendet werden auch Mischungen aus Asche, Salz, Kalk und Tee.
Tausendjährige Eier sind ungekühlt monatelang haltbar (bis zu 3 Jahre sind möglich). In China unterscheidet man zwei Arten dieser Eier: mit festem oder nur halbfestem Dotter. „Der halbfeste Dotter hat einen angenehmen, leichten Geschmack ohne beißendes Zitronenaroma und ohne Nachgeschmack. […] Pidan mit hartem Dotter haben einen leicht beißenden, etwas salzigen Geschmack und einen anhaltenden Nachgeschmack.“ Serviert werden sie als Vorspeise oder Snack mit Sojasauce, Essig und Ingwer, oder als Zutat zu Congee.

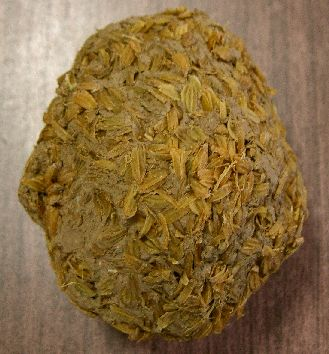
Ungeschältes Ei – Zur Herstellung wird ein rohes Entenei für drei Monate in einen Brei eingehüllt.
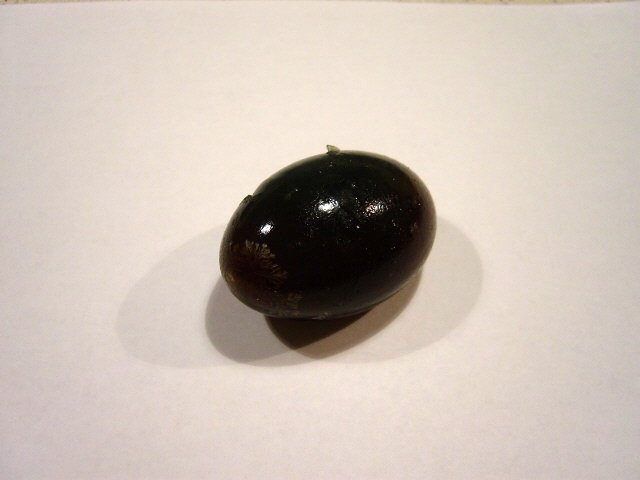
Ungeschnittenes geschältes Ei.
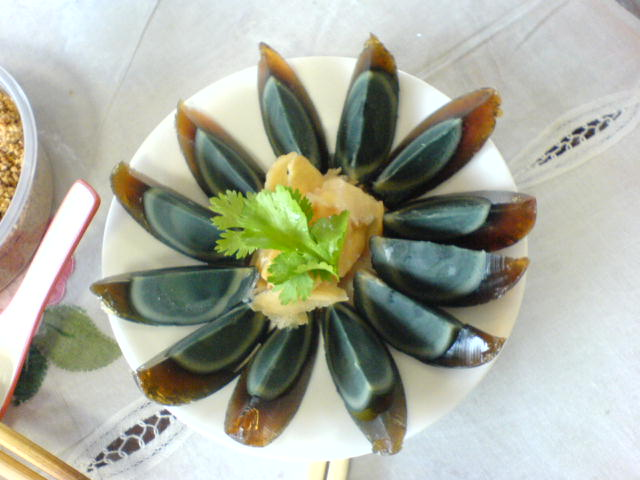
Ei als Gericht portioniert auf Teller.